# Estetisk truppgymnastik
Estetisk truppgymnastik är en gymnastikgren som utvecklats från finsk damgymnastik och som har vissa likheter med rytmisk gymnastik. I estetisk truppgymnastik tävlar man i grupp (dessa grupper kallas för trupper) till musik med ett tävlingsprogram som ska utgöra en gymnastisk och konstnärlig helhet. Programmet bör inkludera vissa obligatoriska element, såsom kroppsrörelser, hopp och balanser. I truppgymnastik bör rörelserna bindas till varandra och strömma genom hela kroppen från eller mot höften, dvs. den s.k. centralrörelsetekniken är ett viktigt element i sporten. När gymnastiktekniken bedöms ser man bland annat på gymnasternas hållning, deras fotteknik, graden till vilken alla rörelser utförs noggrant (rörelseexakthet) och med bra utsträckning samt hur gymnasterna kan visa att de behärskar ett muskelarbete där spänning och avkoppling alternerar. Många rörelser måste utföras på ett visst specificerat sätt för att godkännas i bedömningen. I estetisk truppgymnastik bedöms även det konstnärliga i utförandet, vilket betyder att faktorer såsom inlevelse och uttryck påverkar tävlingsresultatet. Många tävlingsprogram har ett tema, som bland annat reflekteras i musikvalet och tävlingsdräkternas utseende. Gymnasterna i en trupp bör utföra programmet enhetligt och samtidigt. I estetisk truppgymnastik tävlas både med och utan redskap.  
De flesta trupper i estetisk truppgymnastik har mellan 6 och 10 gymnaster, men speciellt i barnkategorierna kan trupperna ibland vara större. Man tävlar på en gymnastikmatta som har måtten 13 x 13 m, vilket begränsar hur många gymnaster som kan vara med i trupperna. Tävlingsprogrammen ska i allmänhet vara 2.00-2.30 min. långa.
Gymnastikgrenen har sitt ursprung i Finland, men sporten idkas idag i många länder runt om i världen.  I världsmästerskapen år 2017 deltog t.ex. lag från Bulgarien, Danmark, Estland, Finland, Frankrike, Färöarna, Italien, Japan, Ryssland, Spanien, Tjeckien, Ukraina, Ungern och Österrike. De första världsmästerskapen ordnades i grenen år 2000 och det Internationella truppgymnastikförbundet (IFAGG) grundades år 2003. Gymnastikgrenen är speciellt populär i Finland, där den är den största av Finska gymnastikförbundets grenar.

## Tävlingsklasser
I truppgymnastik tävlas i olika åldersklasser och serier. Till de s.k. barnklasserna räknas åldersklasserna 8-10 år, 10-12 år och 12-14 år. Över 12-åringarna tävlar i Finland i tre olika serier, som skiljer sig åt vad beträffar kravnivån och bedömningen: (a) FM-serien; (b) tävlingsserien; och (c) hobbyserien. Det är trupperna själva som avgör i vilken serie de vill tävla. Internationellt tävlas endast på den nivån som motsvarar den finländska FM-serien. 
Gymnaster som under tävlingsåret fyller 8, 9 eller 10 år tävlar vanligtvis i åldersklassen 8-10 år. (Trupper med gymnaster i denna ålderskategori kan även tävla i s.k. Stara-evenemang, där trupperna inte rangordnas). I denna ålderskategori är tävlingsprogrammet (i Finland) lite kortare än normalt 1.45–2.00 minuter och bedömningen lite annorlunda än i de flesta andra ålderskategorier. Tävlingsprogrammet bedöms t.ex. endast av två olika slags domare: kompositionsdomare och utförandedomare. Om trupperna tävlar med redskap får de själva välja redskapet, men hela truppen bör använda samma redskap. Tävlingsresultaten i denna åldersgrupp anges som kategorier, där 1 är bäst och 10 sämst. Alla lag belönas dock med medaljer i tävlingarna (vissa trupper kan ges specialomnämnanden). Om 8-10-åringar tävlar internationellt, så tävlar de med 10-12-åringarnas internationella regler. 
Gymnaster som under tävlingsåret fyller 10, 11 eller 12 år tävlar vanligtvis i åldersklassen 10-12 år. (Trupper med gymnaster i denna ålderskategori kan även tävla i s.k. Stara-evenemang, men detta är inte vanligt). På våren tävlas allmänt utan redskap och på hösten med redskap, som under jämna år är rep och under ojämna år boll. Tävlingsresultaten i denna åldersgrupp anges som kategorier, där 1 är bäst och 10 sämst. Lagen som placeras i kategorierna 1 och 2 får dessutom veta sina poäng. Varje säsong ordnas s.k. flickmästerskap, som utgör ett slags FM-tävlingar för gymnasterna i denna ålderskategori.
Gymnaster som under tävlingsåret fyller 12, 13 eller 14 år tävlar i åldersklassen 12-14 år. I denna ålderskategori tävlas i tre olika serier: FM-serien, tävlingsserien och hobbyserien. Tävlingsresultaten i tävlings- och hobbyserien anges som kategorier, där 1 är bäst och 10 sämst, så att lagen som placeras i kategorierna 1 och 2 dessutom får veta sina poäng. I FM-serien anges alltid poängen. På hösten tävlas det med redskap, och i 12-14-åringarnas FM-serie är redskapet alltid tunnband. Varje säsong ordnas FM-tävlingar i FM-serien och 12-14-åringarnas mästerskapstävlingar i tävlingsserien.
Gymnaster som under tävlingsåret fyller 14, 15 och 16 år tävlar i åldersklassen 14-16 år. 14-16-åringarnas serie kallas även för juniorserien. I denna ålderskategori tävlas i tre olika serier: FM-serien, tävlingsserien och hobbyserien. Tävlingsresultaten i alla serier anges med poäng. På hösten kan man i tävlings- och hobbyserien tävla med valfritt redskap, ofta tunnband eller käglor. I FM-serien tävlas inte mera med redskap. Det finns i Finland ett juniorlandslag i (estetisk) truppgymnastik, som består av några lag från FM-serien.
Gymnaster som är över 16 år räknas som seniorer. I denna ålderskategori tävlas i tre olika serier: FM-serien, tävlingsserien och hobbyserien. I tävlingsserien tävlas i två olika ålderskategorier: 16-20-åringarnas serie och över 18-åringarnas (dam)serie. På hösten kan man i tävlings- och hobbyserien tävla med valfritt redskap. I FM-serien tävlas inte med redskap. Det finns i Finland ett (senior)landslag i (estetisk) truppgymnastik, som består av några lag från FM-serien. Damernas FM-serie är en mycket krävande tävlingsserie och våren 2018 tävlade åtta lag i serien: Gloria (PNV), Minetit (TaSi), OVO Team (OVO), Sanix Valens (LaTy, TuPy), Sirius (JNV), Team Esport (OVO), Team Lidia (VaVa) och Team Vantaa (VVS).
De inhemska tävlingarna i Finland indelas allmänt i stads- och föreningstävlingar, distriktstävlingar och olika mästerskapstävlingar. De mest värdesatta inhemska tävlingarna är FM- och mästerskapstävlingarna. Internationellt ordnas för juniorer och seniorer s.k. A-klasstävlingar till vilka man räknar världsmästerskapen (VM), Europamästerskapen (EM), World Cup-deltävlingarna (seniorer) och Challenge Cup-deltävlingarna (juniorer). Finlands representation till dessa tävlingar väljs genom kvaltävlingar. Till de flesta andra internationella tävlingar (s.k. B-klasstävlingar) kan lagen själva anmäla sig fritt, med undantag för B-klasstävlingar som ordnas i samband med A-klasstävlingarna, dit Finlands Gymnastikförbund väljer representationen. Medan de flesta inhemska tävlingar endast har ett tävlingsvarv, har FM-tävlingarna och de internationella tävlingarna en grundomgång och en final (till vilka inte alla lag vanligtvis kommer). I internationella truppgymnastiktävlingar tävlas det inte med redskap.  

## Utvärderingen
I tävlingarna utvärderas trupperna av en domarpanel, som i de flesta tävlingskategorier består av tre olika slags domare: (1) TV-domare som utvärderar programmets tekniska värde; (2) AV-domare som utvärderar programmets artistiska värde; och (3) EXE-domare som utvärderar utförandet. Poängen de olika domarpanelerna ger och vad som bedöms varierar i de olika tävlingskategorierna, men förenklat fokuserar de olika domarna på:
Tekniska utvärderingen (TV): I de flesta tävlingsserier finns obligatoriska moment som bör finnas med i tävlingsprogrammet och TV-domarna kollar att dessa element finns med och genomförs på godkänt sätt. Tävlingsprogrammen ska innehålla följande typer av element: kroppsrörelser (t.ex. vågrörelser, fartsvängar, lodavslappningar, lutningar), balansrörelser, hopp (t.ex. kosackhopp, hjorthopp, fölhopp), armrörelser (t.ex. vågrörelser och svingar), akrobatiska rörelser (t.ex. hjulning), rörlighetsrörelser (t.ex. spagat) samt steg- och hoppserier. I 10-12-åringarnas serie är det tekniska värdet för de obligatoriska svårigheterna max. 5,9 poäng till vilket man kan få ett bonus på 0,1 poäng för att de valda svårigheterna genomförs på ett synnerligen bra sätt. De maximala TV-poängen i den ålderskategorin är alltså 6,0. 
Artistiska utvärderingen (AV): I den artistiska utvärderingen bedöms programmets gymnastiska värde (t.ex. gymnasternas fysiska egenskaper, det att programmet är anpassat till deras färdigheter, gymnasternas bådasidighet dvs. förmåga att utföra rörelser både på höger- och vänstersida), programmets uppbyggnad (t.ex. mångsidighet, tempoväxlingar), originalitet och musikens lämplighet. I denna bedömning kan avdrag göras för t.ex. förbjudna rörelser. I 10-12-åringarnas serie är det maximala artistiska värdet ett program kan få 3,9 poäng, till vilket en bonus på 0,1 poäng kan tilläggas för att programmet ger tittarna en upplevelse (dvs. maximala AV-poängen är 4,0).  
Värdering av utförandet (EXE): Maximipoängen för utförande i 10-12-åringarnas serie är 9,8 vartill ett bonus på 0,2 poäng kan tillkomma för utmärkt utförande av svårigheter (alltså totalt 10,0 poäng). EXE-domarens uppgift är att under programmets lopp göra avdrag för brister domaren observerar under tävlingsprestationen, t.ex. fall, bristfälliga sträckningar i rörelserna, utförande av programmet i otakt, instabila balanser, bristfällig luftfart i hopp och otillräcklig kroppskontroll i akrobatiska rörelser.    
Beroende på tävlingsserie anges slutresultatet som kategorier eller poäng:
- kategori 1: 16.50 – 20.00 poäng
- kategori 2: 15.50 – 16.49 poäng
- kategori 3: 14.50 – 15.49 poäng
- kategori 4: 13.50 – 14.49 poäng
- kategori 5: 12.50 – 13.49 poäng
- kategori 6: 11.50 – 12.49 poäng
- kategori 7: 10.50 – 11.49 poäng
- kategori 8: 9.00 – 10.49 poäng
- kategori 9: 6.50 – 8.99 poäng
- kategori 10: 0 – 6.49 poäng

I estetisk truppgymnastik är således kategori 1 den bästa kategorin och kategori 10 den sämsta. Kategorierna i de olika tävlingsserierna (FM, tävling, och hobby) är inte jämförbara med varandra.

## Träningsmängder
Truppgymnastik är en gren som kräver stora träningsmängder för att man ska nå framgång i grenen. Finlands Gymnastikförbund rekommenderar att gymnaster som vill nå internationell framgång tränar enligt följande: 
- Under 7-åringar: 1–3 ggr/veckan, 1–1,5 h per gång
- 8-10-åringar: 1–3 ggr/veckan 1,5-2–2,5 h per gång
- 10-12-åringar: 4–6 ggr/veckan, 2–3 h per gång
- 12-14 åringar: 5–7 ggr/veckan, 2–3 h per gång
- 14-16-åringar: 6–8 ggr/veckan, 2,5–3 h per gång
- > 16-åringar: 6–10 ggr/veckan, 2,5–3,5 h per gång

Många truppgymnaster tränar regelbundet balett för att bland annat förbättra sin fotteknik. Det har också blivit allt vanligare att truppgymnaster tävlar parallellt i rytmisk gymnastik.

## Truppgymnastiken i Finland
Finland är den estetiska truppgymnastikens ursprungsland och sporten är mycket populär i Finland. Finland hör också (tillsammans med Ryssland) till de länder som är mycket framgångsrika i sporten. Finland har bland annat vunnit VM många gånger. Den mest framgångsrika finländska truppen är Olarin voimistelijats (OVO) lag Dynamot, som vunnit VM fyra gånger åren 2002, 2003, 2004 och 2006. Även andra OVO-trupper har vunnit VM (Deltat och Fotonit). Truppen Minetit, som representerat föreningen Tampereen Voimistelijat men som har flyttat över till Tampereen Sisu, har vunnit VM två gånger, åren 2015 och 2017. Den första VM-titeln i estetisk truppgymnastik vanns av Jyväskylä-truppen Campuksen koonto. Finland har även haft framgång i juniorserien, där även OVO-lag och Minetit varit framstående. 
Kända truppgymnastiktränare och koregrafer är syskonen Anneli Laine-Näätänen och Antton Laine, som stått bakom OVO:s framgångar. Koreografen Antton Laine samarbetar nuförtiden med laget Minetit, vars huvudtränare är Titta Heikkilä och Teija Kukkala. En historiskt sett viktig person är Märta Lindholm.
Till landslaget hör år 2018 följande lag:
- Minetit, Tampereen Sisu
- OVO Team, Olarin Voimistelijat
- Team Vantaa, Vantaan Voimisteluseura
- Gloria, Pakilan Vomistelijat

Och till juniorlandslaget: 
- Minetit Junior, Tampereen Sisu/Cocosport
- OVO Junior Team, Olarin Voimistelijat
- Elite, Tapanilan Erä

## Estetisk truppgymnastik inom Svenskfinland
Inom Svenskfinland finns en handfull föreningar där man tränar estetisk truppgymnastik. Dessa är: Grankulla Gymnastikförening (GGF), Jakobstads gymnastikförening (JKG), Lappfjärds gymnastikförening (LGF), Vasa Gymnastikförening (VGF) och ÅKG Palästra (Åbo). Trupper från dessa föreningar tävlar årligen i förbundsmästerskap i estetisk truppgymnastik (FSGM), som ordnas av Finlands Svenska Gymnastikförbundet (FSG). Träningsmängderna i de finlandssvenska föreningarna är ofta måttfulla och trupperna tävlar därför ofta i den s.k. hobbyserien. De finlandssvenska trupperna har traditionellt inte deltagit i redskapssäsongen på hösten, men hösten 2017 prövade många finlandssvenska trupper på att träna och tävla med redskap.  

## Truppgymnastik i Norden
Estetisk truppgymnastik utövas i Norden i Danmark, i Finland och på Färöarna.  I Danmark verkar estetisk truppgymnastik räknas som en undergren till rytmisk gymnastik, där man i Danmark kan tävla i Rytmisk Sportsgymnastik, Grand Prix Rytme och Æstetisk Gymnastik. Däremot är gymnastikgrenen inte utbredd i Sverige, där man med truppgymnastik förstår en annan gymnastikgren, TeamGym.   